# Greg Coolidge
Greg Coolidge (n. 28 de diciembre de 1972 en Redbank, Nueva Jersey) es un actor, actor de voz, guionista, director y productor quién ha estado activo en el cine, televisión y animación desde 1995.

## Filmografía
Actor:
- Rocket Power (2002)... Trent
- Sorority Boys (2002)... Pete
- In God We Trust (2000)...
- Queen for a Day (2000)... Rick
- Possums        (1998)... Jake Malloy
- Profilers        (1997)... Gabriel Vanderhorn
- Hope and Gloria   (1996)... Dale

Escritor:
- Dirty Old Men        (2012)
- Untitled Greg Coolidge Project         (2011)
- The Troop               (2010)
- Ride Along              (2010)
- Coxblocker             (2009)
- Born to Rock           (2009)
- Mancrush               (2009)
- Employee of the Month  (2006)
- Sorority Boys          (2002)
- Queen for a Day        (2000)

Director:
- For Sale                    (2011)
- Untitled Greg Coolidge Project         (2011)
- Coxblocker             (2011)
- The Troop               (2010)
- Employee of the Month  (2006)
- Queen for a Day        (2000)

Productor:
- Untitled Greg Coolidge Project         (2011)
- The Troop             (2010)
- Mancrush               (2009)
- Possums                (1998)